# Sierra de Mongay
Sierra de Mongay este o arie protejată (arie specială de conservare — SAC, sit de importanță comunitară — SCI) din Spania întinsă pe o suprafață de 3.193,28 ha, integral pe uscat.

## Localizare
Centrul sitului Sierra de Mongay este situat la coordonatele 42°04′56″N 0°39′19″E / 42.0823°N 0.655231°E.

## Înființare
Situl Sierra de Mongay a fost declarat sit de importanță comunitară în aprilie 1999 pentru a proteja 1 specie de plante și 2 specii de animale. Situl a fost protejat și ca arie specială de conservare în februarie 2021.

## Biodiversitate
Situată în ecoregiunea mediteraneană, aria protejată conține 7 habitate naturale: Păduri de pin (sub-) mediteraneene cu pini negri endemici, Pajiști umede mediteraneene cu ierburi înalte de Molinio-Holoschoenion, Păduri iberice de Quercus faginea și Quercus canariensis, Pante stâncoase calcaroase cu vegetație casmofită, Galerii de Salix alba și de Populus alba, Păduri de Quercus ilex și Quercus rotundifolia, Ape stătătoare oligotrofe până la mezotrofe, cu vegetație de Littorelletea uniflorae și/sau de Isoëto-Nanojuncetea.
La baza desemnării sitului se află mai multe specii protejate:
- plante (1): Petrocoptis montsicciana
- mamifere (1): vidră de râu (Lutra lutra)
- pești (1): Parachondrostoma miegii

Pe lângă speciile protejate, pe teritoriul sitului au mai fost identificate 1 specie de plante, 26 de specii de păsări, 6 specii de amfibieni, 2 specii de mamifere, 5 specii de pești.